# Pseudohadena arvicola
Pseudohadena arvicola là một loài bướm đêm trong họ Noctuidae.